# Кульчицкий, Владислав Николаевич
Владислав Николаевич Кульчицкий (бел. Уладзіслаў Мікалаевіч Кульчыцкі; род. 25 января 2002, Слуцк, Минская область) — белорусский футболист, полузащитник клуба «Слуцк-2024».

## Карьера
Воспитанник футбольной академии «Слуцка». Выступал в слуцком клубе за различные юношеские команды. В 2018 году начал выступать за дублирующий состав клуба. В 2019 года был отправлен в распоряжение минскую академию РУОР, вместе с которой становился победителем юношеского первенства. По возвращении в «Слуцк» продолжил выступать за дублирующий состав. В конце сезона 2022 года стал привлекаться к матчам с основной командой клуба. Дебютировал за клуб 19 октября 2022 года в матче против минского «Динамо», выйдя на замену на 76 минуте. Однако закрепиться в основной команде клуба у футболиста так и не вышло, за который провёл всего лишь по матчу в каждом сезоне в рамках чемпионата, продолжая выступать за дублирующий состав. По окончании сезона 2023 года покинул клуб.
В начале марта 2025 года вновь вернулся в распоряжение слуцкого клуба. Новый сезон начинал на скамейке запасных, а вскоре был отправлен выступать за вторую команду клуба во Вторую лигу. Первый матч в сезоне за основную команду клуба сыграл 1 июня 2025 года против «Гомеля», выйдя на замену на 69 минуте. Первым результативным действием за клуб отличился 21 июня 2025 года в матче против новополоцкого «Нафтана», отдав голевую передачу.